# Алгети (Марнеульский муниципалитет)
Алгети (груз. ალგეთი, азерб. Alget или Горархы, азерб. Gorarxı) — село Марнеульского муниципалитета, края Квемо-Картли республики Грузия с 99%-ным азербайджанским населением. Находится на юге Грузии, на территории исторической области Борчалы. Является третьим по численности населения селом Марнеульского района.

## История
История села Алгети, более известного по старому названию — Горархы, уходит своими корнями в далекий 1772 год, когда немецкий ученый-путешественник, доктор Антон Гуденштейн посещает эти края и пишет затем об этом в своих путевых заметках. В частности, Гуденштейн пишет:
«В деревне Горархы, созданном 4 года назад, находятся 60 мусульманских домов. В этой местности, вдоль реки Алгети, больше нет ни одной деревни.»
Немецкий путешественник также отмечает, что вдоль реки Алгети простираются рисовые поля.
Название села Горархы также упоминается в путевых заметках Ага Мохаммед Шаха Гаджара, напавшего в 1795 году на Грузию. В своих заметках он пишет:
«Шах выбрал извилистый путь. Эта дорога начиналась с долины реки Алгети. Далее проходила через мусульманское село Горархы до Серебряного озера, затем доходила до Хатис — Телета.»
В 1850 году, во время путешествия наместника Кавказа Воронцова в Борчалинский уезд, его путеводитель, историк и журналист Лука Исраилов (Исаришвили) дал развернутые исторические справки о местных деревнях:
«…По ту сторону реки Алгет, в южном направлении, начинаются места проживания монгольских и тюркских племен… Вплоть до Разбитого (Красного) моста, в деревнях Муганлы, Горархы, Лежбеддин и Кяпанакчи обосновались потомки этих племен..»
Данная информация интересна ещё и тем, что жителей деревни Горархи, как и жителей других деревень Борчалинского края, относят к потомкам монголо-татар. Исторические документы, связанные с селом Горархы, до сих пор хранятся в государственном историческом архиве Грузии, в Фонде № 354.

## География
Граничит с селами Сабиркенди, Тазакенди, Хутор-Лежбадини и Азизкенди Марнеульского Муниципалитета.
Рядом с селом находится часть территории Национального парка Алгети, который включает в себя южные склоны восточной части Триалетского хребта вдоль реки Алгети и расположился на высоте 1100—1950 метров от уровня моря. Парк, основанный в 1965 году с целью защиты уникальных растений — кавказской пихты и восточной ели, в 2007 году получил статус национального.

## Население
По данным Государственного статистического комитета Грузии, согласно официальной переписи 2002 года, численность населения села Алгети составляет 5017 человек и на 99 % состоит из азербайджанцев.

## Экономика
Ещё с 50-х годов прошлого века, на плодородной земле села Горархы и прилегающих местностях, выращивают виноград, дыни, табак, помидоры, огурцы, баклажаны, перец, капусту и зерновые культуры. Земли орошаются водами горной реки Алгети.
Через село Алгети проходит участок 29-ти километрового газопровода Абаша-Сенаки в западной Грузии, построенного трестом «Нефтегазстрой» азербайджанской нефтяной компании «SOCAR».
В марте 2007 года, для усиления телефонной связи между Грузией и Азербайджаном, в 6 сел Марнеульского района (Тазакенди, Азизкенди, Капанахчи, Меоре-Кесало, Пирвели-Кесало и Алгети) Грузии были проведены телекоммуникационные линии и созданы, электрифицированные телефонные станции, что дало возможность жителям села использовать телефоны и интернет.

## Достопримечательности
- Мечеть Горархы.[10]
- Мечеть имени Имама Рзы.[10] Является одним из самых больших и старейших строений села Горархы. Была построена в 1590 году по приказу Шаха Аббаса. В этой мечети совершал намаз Надир Шах. В 2008—2009 годах мечеть была основательно отремонтирована Фондом Гейдара Алиева. Официальная церемония открытия мечети после реставрации состоялось 16 августа 2009 года. В мероприятии приняли участие сотрудники посольства Азербайджана в Грузии, глава «Джума мечети» города Тбилиси, официальные лица Грузии а также представители местной общественности.[11]
- Средняя школа № 1 имени Хасанова Эйваза Дурсун оглы.[12] В 2011 году школа была полностью отреставрирована. Обновленную школу открыли первый заместитель министра образования Республики Грузия Кока Сепертеладзе и губернатор края Квемо Картли Давид Киркитадзе. Реабилитационные работы велись летом 2011 года и завершились к началу нового учебного года. Первая публичная школа Алгети, которая рассчитана на 600 учащихся, является азербайджаноязычной и её реабилитация осуществилась при финансовой поддержке азербайджанской стороны.[13]
- Средняя школа № 2. Школа была построена в 2009 году в рамках президентской национальной мегапрограммы «Якоб Гогебашвили», на что было потрачено 365 600 лари. На церемонии открытия присутствовали министр образования Республики Грузия Ника Гварамия и депутат азербайджанского парламента Ганира Пашаева. Новая школа, рассчитанная на 250 учащихся, оснащена современными партами, досками, компьютерами и спортивным инвентарем.[14]

## Известные уроженцы
- Рашид Алимамед оглы Юсифов (азерб. Rəşid Əliməmməd oğlu Yusifov, груз. რაშიდ ალიმამედ–ოღლი იუსიფოვი) — азербайджанский профессиональный борец и атлет, цирковой артист, народный артист Азербайджана.[15][16]
- Участники Великой Отечественной войны — Мухтар Вердиев, Аслан Алиев,Рза Гулиев,Аллахъяр Гумбатов, Исмаил Халилов, Гадир Мирзоев, Насиб Мамедов, Юсиф Вердиев, Мамед Гюльахмедов, Наби Эминов,Хаган Эминов,Акбар Гулиев,Рустам Рзаев, Алирза Али оглы Пашаев(первый комсомолец и доброволец), Хыдыр Алиев,,Абдулла Гулиев,Вели Гумбатов, Абдулла Мурадов и многие другие.[4]
- Ашуги — Алмаз Мамедов, Аллахьяр Насибов, Гариб Мамедов, Новруз Мамедов, Ашуг Али
- Молодые ашуги — Алескер Гараков, Самандар Алиев, Гумбат Гусейнгулиев, Гурбан Пашаев и др.
- Поэты — Аббасгулу Элябаглы (Рзаев), Ибрагимхалил Велиев, Рахман Насибов, Али Балакишиев (Гайибов), Гурбан Азизли,Гурван Гулиев,Захид Исмаилов, Бекир Ахмедов, Мирза Аскеров, Гияс Рамазанов, Аслан Горархылы, Ясин Орудж-оглы, Абдулла Будагов и др.[4]
- Футболисты — Байрам Будагов
- Военные — Энвер Гумбатов

## Спорт
В группе «Б» первой лиги чемпионата Грузии по футболу выступает команда «Алгети Марнеули», представляющая в чемпионате Марнеульский Муниципалитет. Из-за отсутствия собственного футбольного стадиона, отвечающего требованиям УЕФА, команда проводит свои домашние игры на Тбилисском стадионе спортивной академии.